# John Forsdyke
Edgar John Forsdyke (12 septembre 1883 - 3 décembre 1979) est directeur et bibliothécaire principal du British Museum de 1936 à 1950. 

## Biographie
Forsdyke fait ses études au Christ's Hospital, puis au Keble College d'Oxford, où il est boursier. Il rejoint le British Museum en 1907, avant de servir dans la Royal Field Artillery de l'armée britannique en tant que capitaine entre 1914 et 1919, pendant la Première Guerre mondiale. Il édite le Journal of Hellenic Studies de 1912 à 1923.
Après avoir été conservateur des antiquités grecques et romaines au British Museum de 1932 à 1936, il est nommé directeur et bibliothécaire principal en 1936, prenant sa retraite en 1950 . Sous son mandat, une tentative est faite pour nettoyer les Marbres Elgin en 1937, qui dure jusqu'en 1938 et entraîne des dommages à la collection en raison des «efforts malavisés» de l'équipe de restauration pour blanchir certains marbres avec la conviction qu'ils étaient à l'origine blancs . Il est nommé Chevalier Commandeur de l'Ordre du Bain (KCB) en 1937 et membre honoraire du Keble College. Il est décédé le 3 décembre 1979.